# Imavere (gemeente)
Imavere (Estisch: Imavere vald) is een voormalige gemeente in de Estlandse provincie Järvamaa. De gemeente telde 872 inwoners op 1 januari 2017 en had een oppervlakte van 139,6 km². In oktober 2017 ging de gemeente op in de fusiegemeente Järva.
De landgemeente omvatte twaalf dorpen. Imavere zelf heeft ca. 400 inwoners; de overige dorpen hebben allemaal minder dan 100 inwoners.
De grootste werkgever in Imavere is een houtzagerij (Imavere Saeveski) die sinds 1995 bestaat en deel uitmaakt van het Fins-Zweedse concern Stora Enso. Het is met 299 werknemers (2010) de grootste houtzagerij in de Baltische landen.
In Imavere werd in 1908 de eerste coöperatieve zuivelfabriek van Estland in gebruik genomen. In het gebouw, dat sinds 1997 een beschermd monument is, is het Estisch Zuivelmuseum (Eesti Piimandusmuuseum) gevestigd.

## Geografie

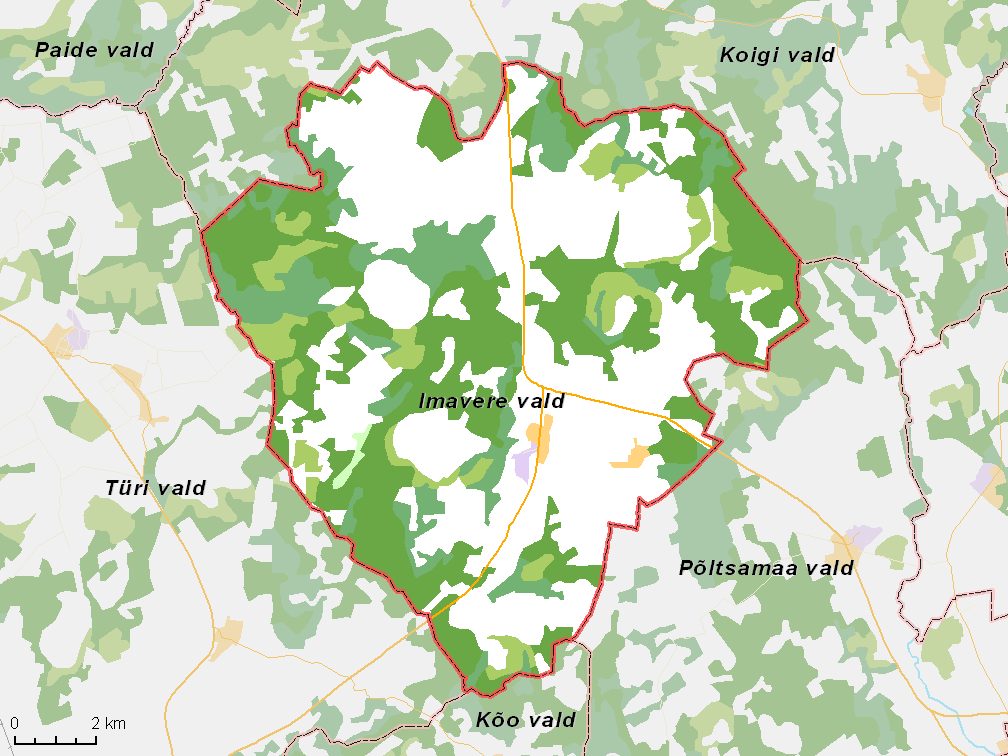
De gemeente met omliggende gemeenten, situatie begin 2017